# Скривена мана (филм)
Скривена мана (енгл. Inherent Vice) америчка је криминалистичка филмска комедија из 2014. Филм је режирао Пол Томас Андерсон, који је написао и сценарио на основу истоименог романа Томаса Пинчона. Главни јунак је Лари Док Спортело, приватни детектив и љубитељ марихуане, који улази у свет подземља и центара моћи, након што га је бивша девојка упутила да истражи мистериозне околности везане за нестанак милијардера Микија Вулфмана. Улоге тумаче Хоакин Финикс, Џош Бролин, Овен Вилсон, Кетрин Ватерсон, Ерик Робертс, Рис Видерспун, Бенисио дел Торо и други. Андерсон је био у процесу продукције филма од 2010, и ово је први пут да је неки Пинчонов роман адаптиран на велико платно. Пинчонови читаоци су углавном сагласни да је Скривена мена верна адаптација романа и да је у њему на комично-меланхоличан начин успешно осликан крај психоделичних шездесетих.
  
Филм је премијерно приказан на Филмском фестивалу у Њујорку 4. октобра 2016. Критичари су га углавном дочекали позитивним оценама. Нашао се на тридесетак листа најбољих филмова 2014. Ипак, било је и критичара којима се филм није допао, због некохеретности приче и збуњујућег заплета. Номинован је за два Оскара (Најбоља музика и најбољи адаптирани сценарио) и за Златни глобус (Најбољи глумац у главној улози). Филм је 2016. изабран на 75. место листе од 100 најбољих филмова 21. века, коју су саставили 177 филмских критичара из целог света.